# 泉正寺 (刈谷市)
泉正寺（せんしょうじ）は、愛知県刈谷市東境町児山223にある真宗大谷派の寺院。山号は寂静山。本尊は阿弥陀如来。文和年間（1352年～1356年）創建。

## 歴史

### 中世
文和年間（1352年～1356年）、俣野入道によって念仏道場が開かれた。寺伝によると、松平氏や徳川氏の始祖とされる松平親氏が酒井郷（現在の東境町や西境町）でおこん（静寂院殿）を娶っており、親氏の父得川有親とおこんの父神谷与四郎が道場の檀越となったとされる。静寂院殿や有親の妻高岳院殿の墓があるほか、須弥壇の打敷には三つ葉葵紋が入っている。もとは時宗の寺だった。

### 近世
文禄元年（1592年）、8代和泉房正阿弥が教如に帰依して浄土真宗に改宗し、寺号を泉正寺に改めた。
延享5年（1748年）には尾張藩の鋳物師である水野平蔵政重（水野平蔵家）によって梵鐘が造られた。

### 近代
太平洋戦争末期の1944年（昭和19年）8月、名古屋市立広見国民学校の職員5人と児童180人が富士松村に学童疎開し、遊心寺、泉正寺、来岸寺、見性寺、名称不明の寺の5寺で学習を行った。戦時中には梵鐘が供出された。

### 現代
歌舞伎役者の五代目坂東蓑助の母の生家は泉正寺である。五代目坂東蓑助の養子として郷土史家の佐藤峻吉がおり、佐藤は1961年（昭和36年）から泉正寺の隣接地に暮らした。

## 境内

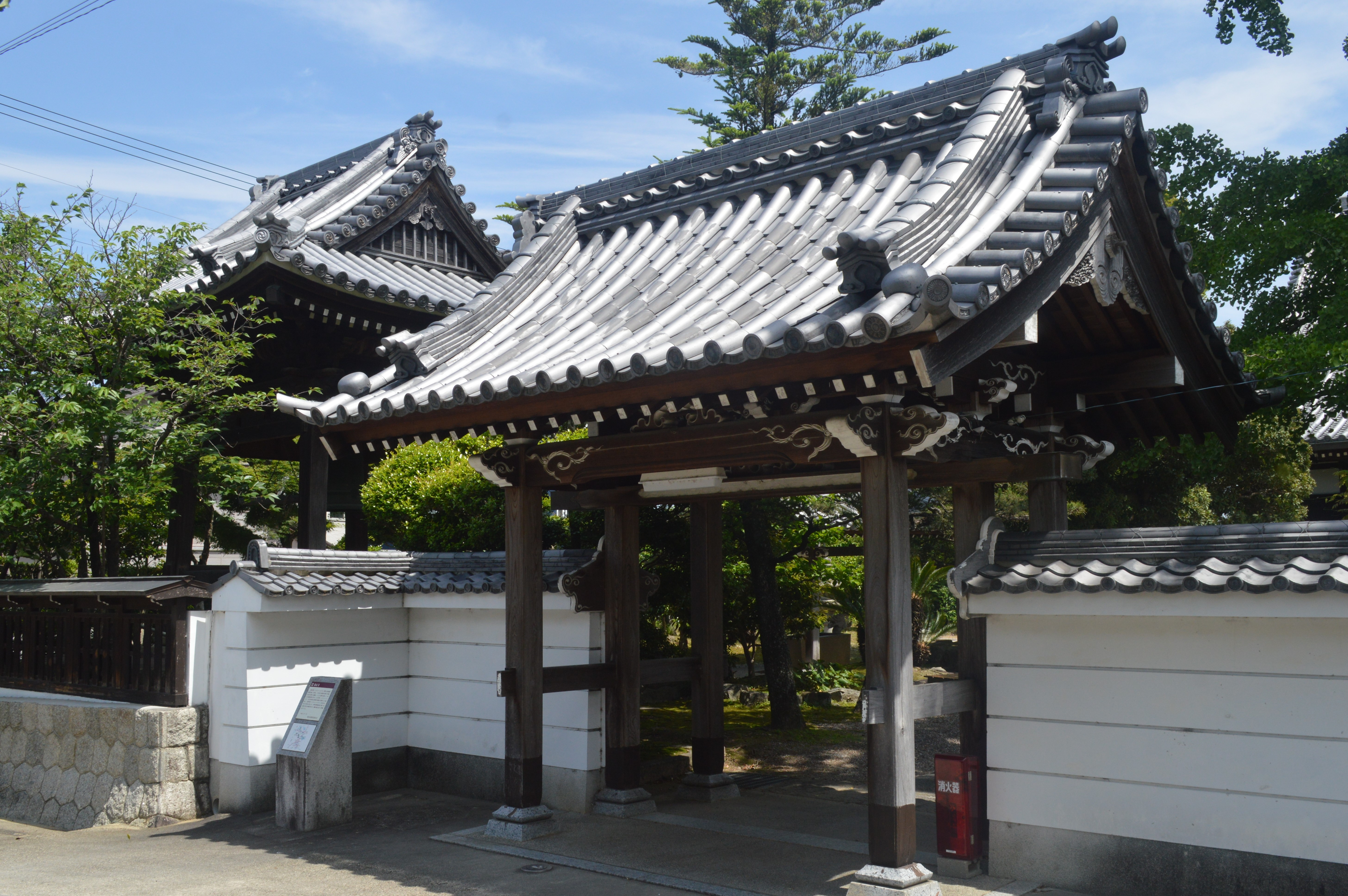
本堂
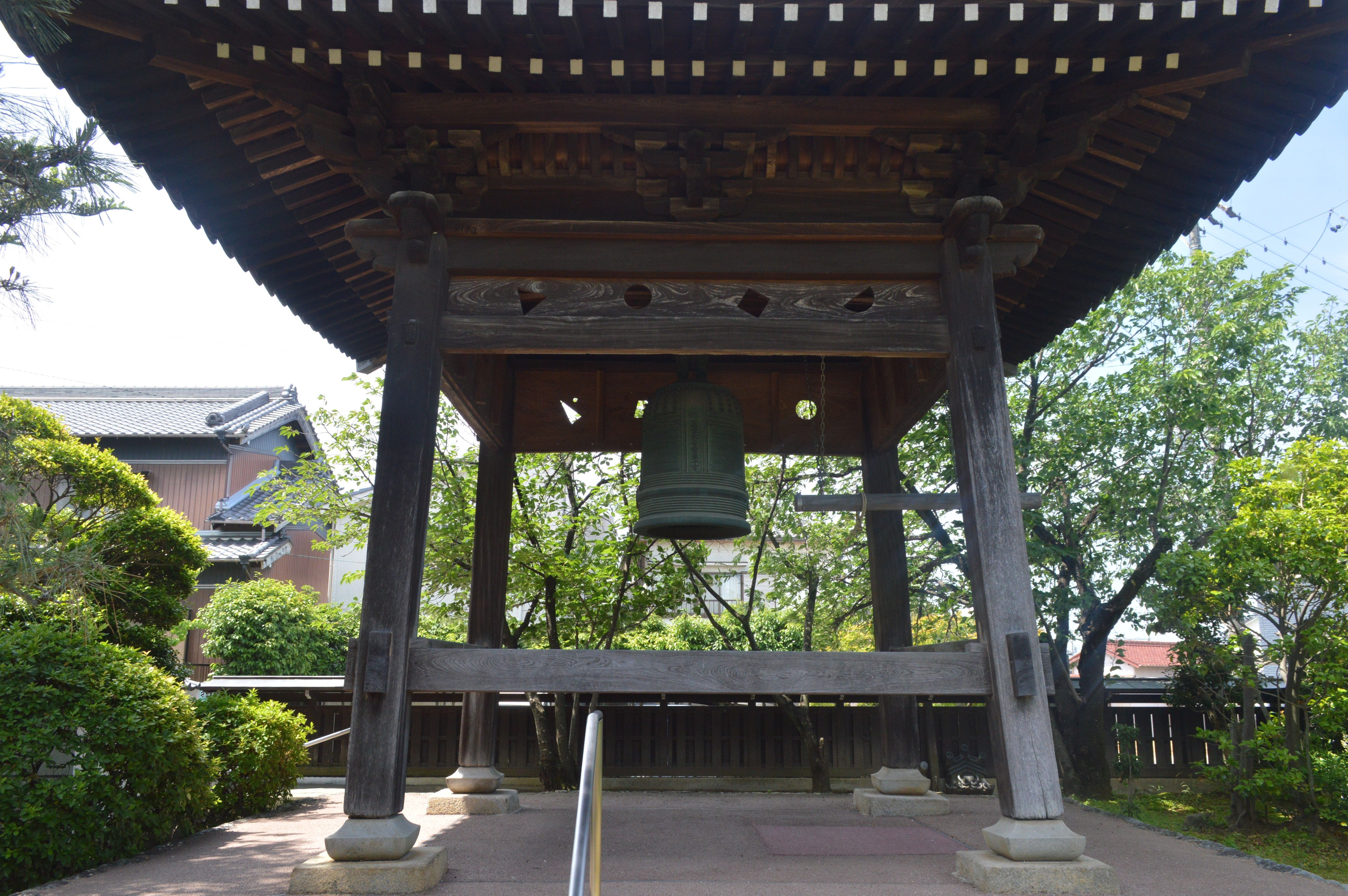
庫裏
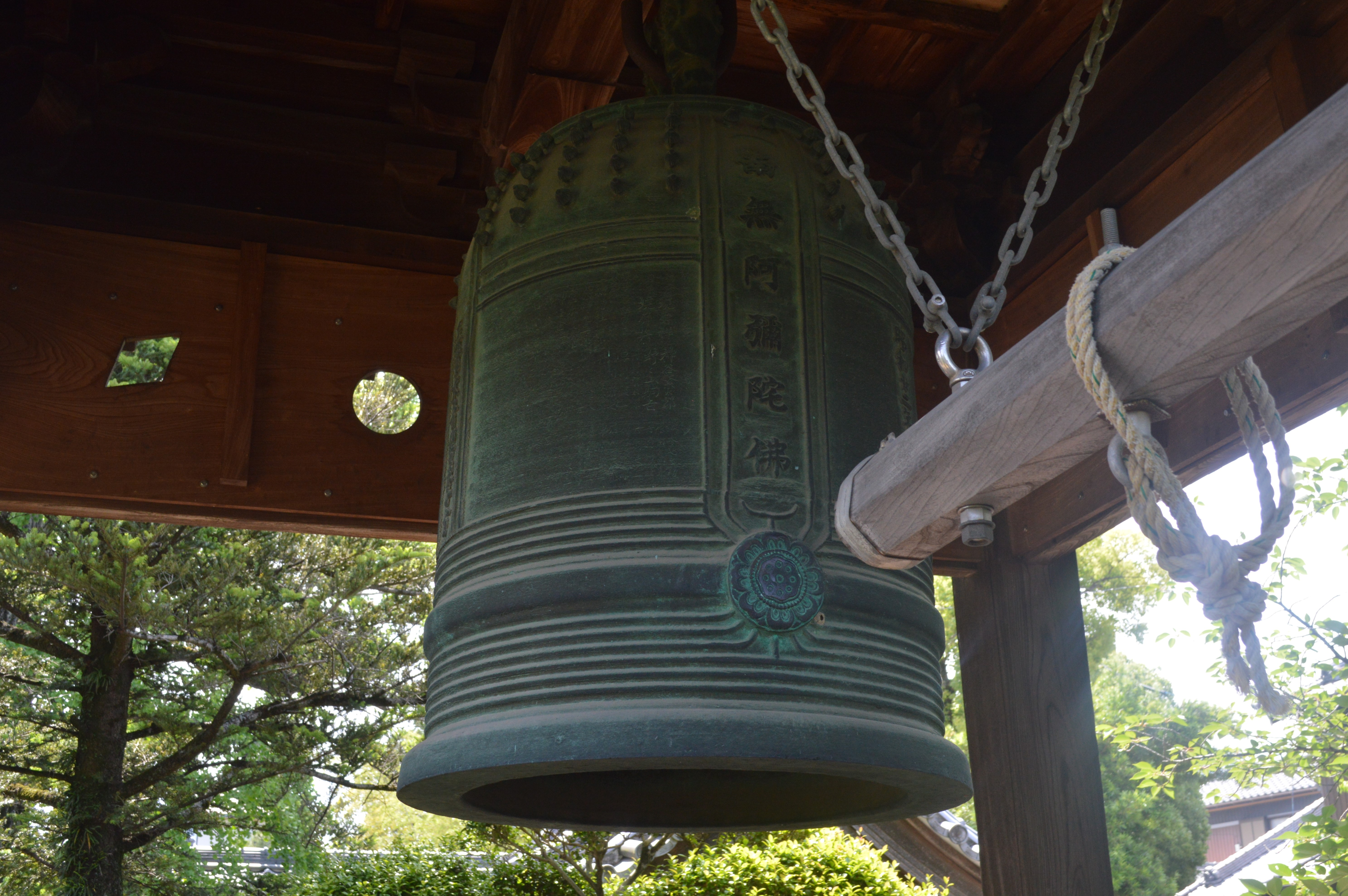
山門
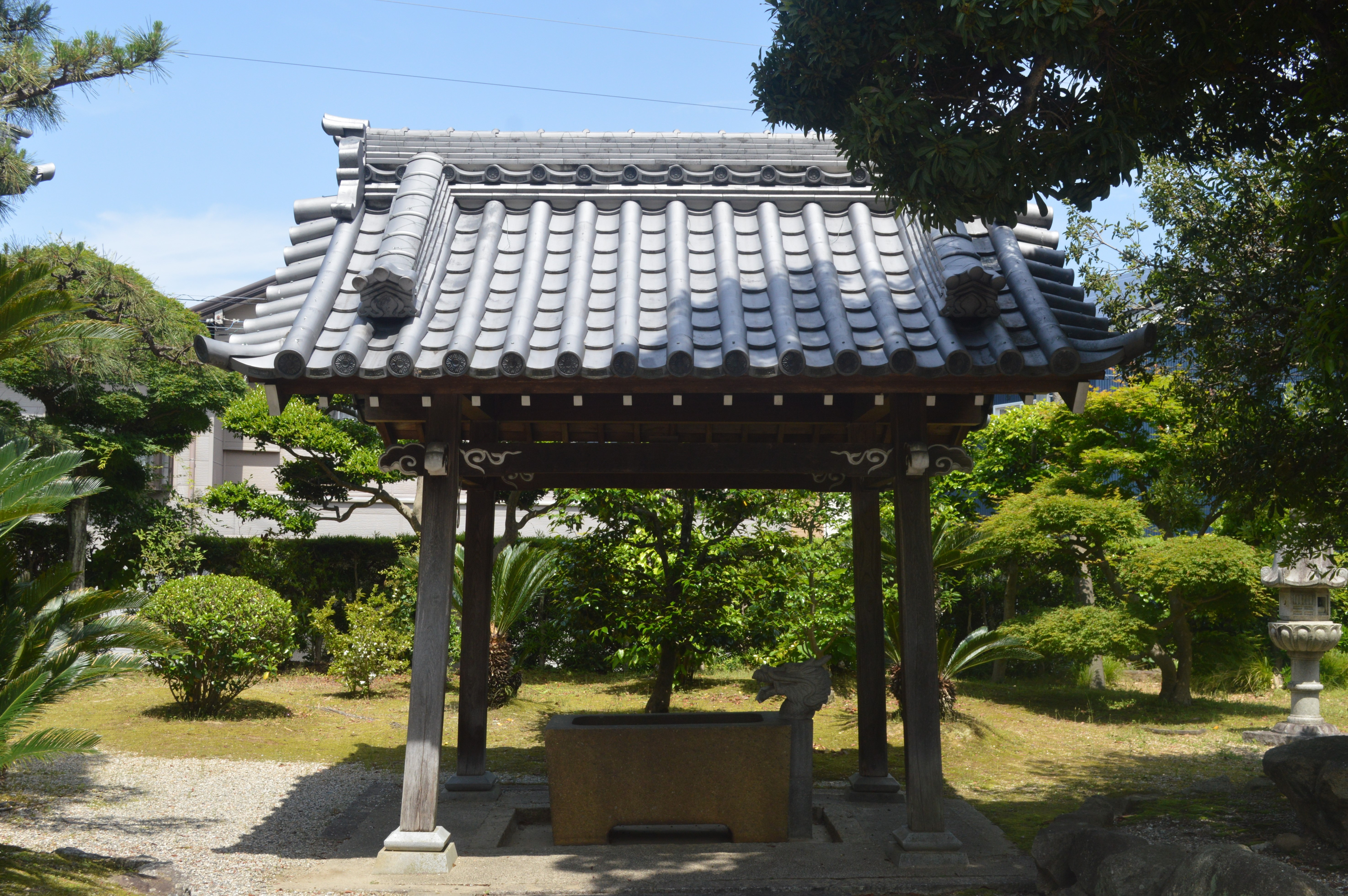
鐘楼
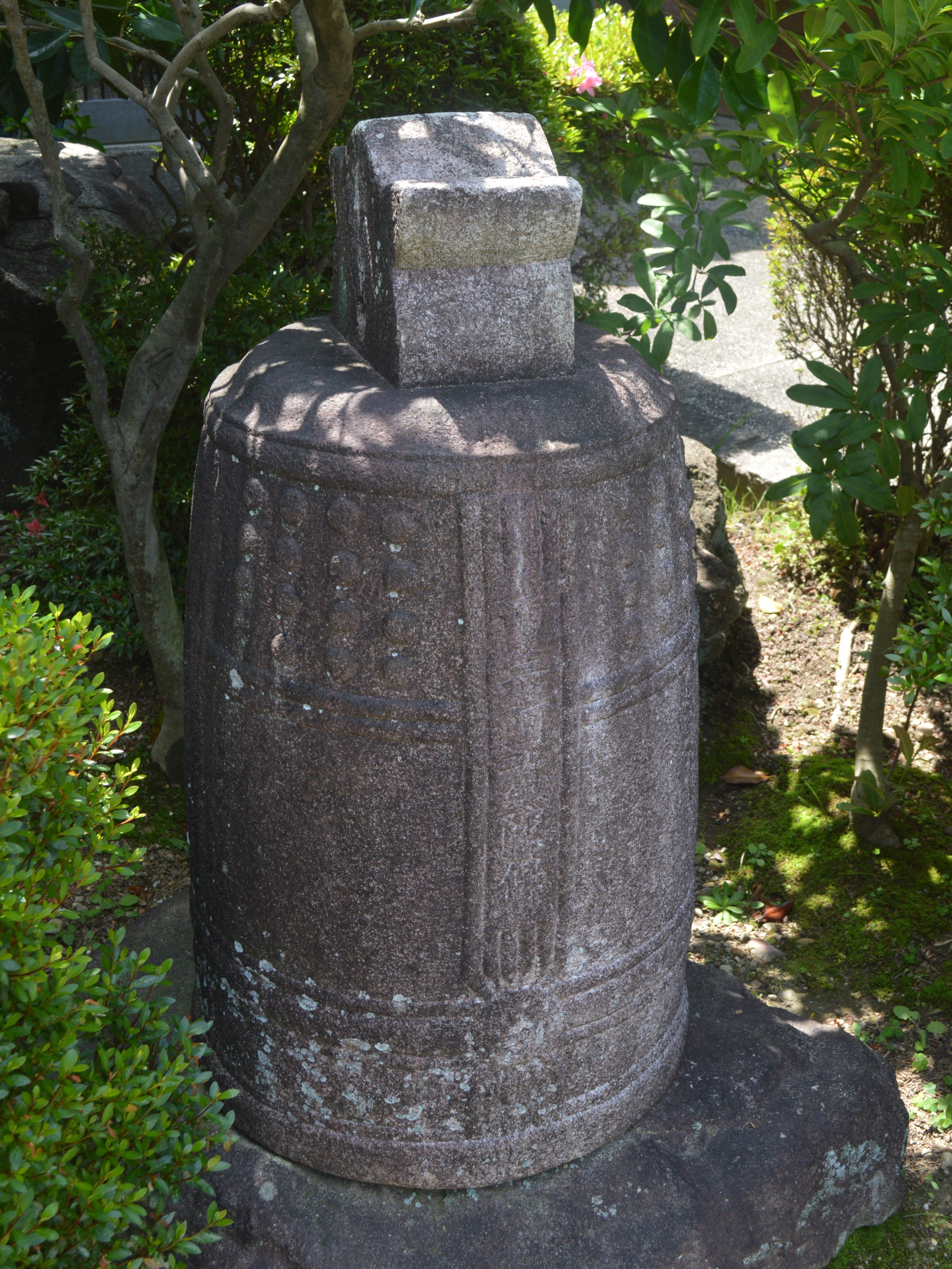
手水舎

- 山門
- 鐘楼
- 梵鐘
- 手水舎
- 石造の代替梵鐘

## 文化財

### 市指定文化財
- 紙本着色山田長政軍船図（絵画） - シャムで活躍した山田長政が静岡浅間神社に奉納した軍船図の写し[7]。原図は天明8年（1788年）の大火で焼失している[7]。

## 所在地
所在地
- 448-0007 愛知県刈谷市東境町児山223

アクセス
- 名鉄名古屋本線富士松駅から徒歩